# Dealu Corbului
Dealu Corbului – wieś w Rumunii, w okręgu Marmarosz, w gminie Vima Mică. W 2011 roku liczyła 91 mieszkańców.